# Mimomorpha clytiformis
Mimomorpha clytiformis là một loài bọ cánh cứng trong họ Cerambycidae.